# Bucketheadland 2
Bucketheadland 2 è il decimo album in studio del chitarrista statunitense Buckethead, pubblicato il 14 ottobre 2003 dalla Ion Records.

## Descrizione
Bucketheadland 2 costituisce il seguito dell'omonimo album di debutto di Buckethead del 1992, e riprende lo stesso concept, il «parco dei maltrattamenti» («abusement park») Bucketheadland. Bootsy Collins, produttore del primo Bucketheadland, ha partecipato all'album con alcuni passaggi di parlato.

## Tracce
Testi e musiche di Buckethead e Dan Monti.
1. Welcome – 0:13
2. Slaughter Zone Entrance – 0:11
3. The Cobra's Hood – 2:58
4. Transportation Options – 0:51
5. Machete Mirage – 3:01
6. Slaughter Buddies Outside the Revenge Wedge – 0:21
7. We Cannot Guarantee Bodily Harm – 0:17
8. John Merrick - Elephant Man Bones Explosion – 4:53
9. Taxidermy Tots (featuring Albert) – 0:23
10. Bloody Rainbow Spiraling Sherbert Scoop – 2:55
11. Can You Get Past Albert? – 0:27
12. Vladimir Pockets' Incredible Bloated Slunk Show – 3:10
13. The Ballad of the Inside-Out Face (featuring Albert) – 1:05
14. The Battery Cage Brawls (Cage Announcer: The Ghost of Abraham Lincoln; Winner Has to Eat His Way Out) – 2:18
15. Ferris Wheel Apology – 0:08
16. Can You Help Me? (featuring Albert) – 1:02
17. Grimm's Sponsorship – 0:14
18. Realistic Coop Replica – 0:42
19. Frozen Brains Tell No Tales – 5:33
20. Rooster Landing (1st Movement) / Lime Time (2nd Movement) – 2:35
21. Two Pints – 0:27
22. Health & Safety Advisory – 2:14
23. Digger's Den – 3:13
24. One-Way Ticket to Grab Bag Alley – 0:46
25. Fun for You (featuring Albert) – 1:03
26. Carpal Tunnel Tomb Torker – 3:35
27. Today's Schedule – 0:08
28. The Corpse Plower – 3:20
29. Unemployment Blues (featuring Albert) – 2:05
30. Slaughter Zone Exit – 8:16

## Formazione
Musicisti
- Buckethead – chitarra
- Bootsy Collins, Li'l Littles, Keystone Brewer, Bill Monti [the Towel], P-Sticks, Albert – voci
- Brian Theiss – dialogo
- Dan Monti – basso, programmazione
- Brain – batteria aggiuntiva

Produzione
- Buckethead – produzione
- Norman Isaacs – produzione esecutiva
- Dan Monti – corproduzione, ingegneria del suono, missaggio[2]